# Emmy Abrahamson
Emmy Julia Carolina Kocula Abrahamson (ur. 20 października 1976 w Sztokholmie) – pisarka pochodzenia polsko-szwedzkiego literatury dziecięcej i młodzieżowej, reżyserka i aktorka teatralna.
Wychowywała się w Moskwie, następnie studiowała aktorstwo w Londynie. Pracowała jako aktorka w Amsterdamie, a także jako reżyserka i dyrektorka artystyczna w Wiedniu. W 2009 roku wróciła na stałe do Szwecji.
Emmy Abrahamson zadebiutowała w 2011 roku książką Min pappa är snäll och min mamma är utlänning. Rok później opublikowana została kolejna jej książka, Only väg is upp. Otrzymała za nią nagrodę Augustpriset w kategorii literatury dziecięcej i młodzieżowej.

## Publikacje
- 2011: Min pappa är snäll och min mamma är utlänning

- 2012:  Only väg is upp
- 2016: Hur man foralskar sig i en man som bor i en buske (Jak się zakochać w facecie, który mieszka w krzakach, przeł. Bratumiła Pettersson, Poznań 2017)